# Rally Sierra Morena de 2009
El Rally Sierra Morena de 2009 oficialmente 27.º Rallye Sierra Morena, fue la vigésimo séptima edición y la novena ronda de la temporada 2009 del Campeonato de España de Rally. Fue también puntuable para el campeonato de Andalucía, la Challenge Clio R3 y la Mitsubishi Evo Cup. Se celebró del 16 al 18 de octubre y contó con un itinerario de ocho tramos sobre asfalto que sumaban un total de 181 km cronometrados.

## Itinerario
| Día   | Tramo | Nombre        | Distancia | Hora  | Ganador             | Tiempo  | Líder               |
| ----- | ----- | ------------- | --------- | ----- | ------------------- | ------- | ------------------- |
| Día 1 | TC1   | Pozoblanco    | 25.29 km  | 08:16 | Miguel Ángel Fuster | 15:19.3 | Miguel Ángel Fuster |
| Día 1 | TC2   | Cerrobejuelas | 21.00 km  | 09:13 | Xavier Pons         | 13:18.1 | Sergio Vallejo      |
| Día 1 | TC3   | Pozoblanco    | 25.29 km  | 12:07 | Miguel Ángel Fuster | 12:22.7 | Miguel Ángel Fuster |
| Día 1 | TC4   | Cerrobejuelas | 21.00 km  | 13:04 | Xavier Pons         | 13:20.6 | Miguel Ángel Fuster |
| Día 1 | TC5   | Posadas       | 23.95 km  | 16:31 | Sergio Vallejo      | 13:46.8 | Sergio Vallejo      |
| Día 1 | TC6   | Villaviciosa  | 22.80 km  | 17:14 | Sergio Vallejo      | 14:23.1 | Sergio Vallejo      |
| Día 1 | TC7   | Posadas       | 23.95 km  | 19:34 | Sergio Vallejo      | 14:15.6 | Sergio Vallejo      |
| Día 1 | TC8   | Villaviciosa  | 22.80 km  | 20:17 | Sergio Vallejo      | 14:53.8 | Sergio Vallejo      |

## Clasificación final
| Pos. | Piloto            | Copiloto             | Automóvil              | Tiempo    | Diferencia |
| ---- | ----------------- | -------------------- | ---------------------- | --------- | ---------- |
| 1.   | Sergio Vallejo    | Diego Vallejo        | Porsche 997 GT3 RS 3.6 | 1:51:51.7 | 0.0        |
| 2.   | Xavier Pons       | Álex Haro            | Porsche 997 GT3 RS 3.6 | 1:52:50.2 | +0:58.5    |
| 3.   | Manuel Aviñó      | Ignacio Aviñó        | Porsche 997 GT3 RS 3.6 | 1:54:17.6 | +2:25.9    |
| 4.   | Alberto Monarri   | Alberto Chamorro     | Subaru Impreza STi N14 | 1:55:10.5 | +3:18.8    |
| 5.   | Joan Vinyes       | Jordi Mercader       | Renault Clio R3        | 1:57:52.8 | +6:01.1    |
| 6.   | Pedro David Pérez | José Ignacio Ramírez | Peugeot 206 S1600      | 1:58:59.2 | +7:07.5    |
| 7.   | Miguel Arias      | Roberto Arias        | Renault Clio R3        | 1:59:49.2 | +7:57.5    |
| 8.   | César Palacio     | Pablo Álvarez        | Renault Clio R3        | 2:02:02.2 | +10:10.5   |
| 9.   | Fran Cima         | Alejandro Noriega    | Renault Clio R3        | 2:02:37.8 | +10:46.1   |
| 10.  | Jonathan Pérez    | Enrique Velasco      | Renault Clio R3        | 2:03:18.7 | +11:27.0   |